# NHKネットクラブ
NHKネットクラブ（エヌエイチケイ ネットクラブ）は、日本放送協会（NHK）がインターネット上で展開していた会員制汎用サービス。

## 概要
2009年10月27日にNHK+ID（エヌエイチケイ プラスアイディ）とNHKオンラインメンバーズ（エヌエイチケイオンラインメンバーズ）の2つのインターネットサービスを統合させる形で開始。
放送法の関係で独立採算となっている「NHKオンデマンド」と異なり、あくまでも放送サービスを補助する手段である。したがって、基本的なサービスの内容としては、番組情報の先取り告知や、一部番組の観覧応募といった程度のものに限られている。これに、会員限定のイベント実施、番組への優先参加権付与、独自のポイントサービス、更には契約関係手続きでの優待などを加え、視聴者の便宜を図るとともに、NHK受信料収納の確実性を高める狙いもある。
NHKの2011年2月4日付報道発表によると、会員数は同月に100万を突破している。
2019年8月27日に、2019年11月30日をもってて全てのサービスを終了すると発表した。まず9月30日をもって新規会員登録、グレードアップ手続き、イベントお知らせメールの配信、イベント、番組観覧申し込みのプレミアム会員としての応募（ワンクリック応募）、展覧会等のクーポンダウンロード、NHKアーカイブス会員の新規登録を終了。次いで11月30日をもって残りの全てのサービスを終了した。

## 会員資格
登録はPC、インターネット機能搭載の携帯電話（基本的にはNTTドコモ、au by KDDI、ソフトバンクモバイル及びウィルコムに限られる）いずれかで可能であった。登録・会員利用における対NHKの経費は一切かからなかった。ただし、NHK受信料支払いの有無により以下の区分があった。
一般会員
「日本国内に住んでいて」上記のインターネットに接続できる環境下にあれば誰でも登録可能であった。ただし、受けられるサービスは年々減りつつであった。
プレミアム会員
上記条件を満たし、かつ「NHKに受信料を支払っていることを確認できる世帯の家族であること」が条件であった。これにより、提供されるフルサービスを利用することができた。

## ネットクラブの主な会員向けサービス
ネットクラブの会員になると次のサービスを受けることができた。
- コラボ番組：ネットクラブ会員限定の番組ホームページ。
- 番組表ウオッチ!：NHKの番組表を毎日自動的にチェックして、登録したキーワードに合致する番組(出演者名や、趣味の名前など)や、登録したお気に入りの番組の放送予定やリマインドメールを送ってくれるサービスであった。見逃した番組を登録しておくと、再放送のお知らせなどのメールも送られていた。2019年2月1日をもって終了した。
- イベント・インフォメーション：NHKの番組観覧応募などの告知や抽選申し込みを掲載しているコーナーで、ネットクラブの会員なら、興味のあるジャンルなどを登録しておけば関連するイベントの告知が掲載された日にメールで知らせるサービスであった。また、プレミアム会員なら住所・氏名などの入力が不要となり、簡単に応募が完了した。
- クーポン：NHKが主催するイベントや催し物に関する入場料割引クーポンなどを会員向けに配布していた。
- ポイントサービス：アンケートに答えるなどした会員向けに、ポイントを振り出していた。獲得したポイントで、ポイント特典の応募ができていた。ポイント特典は毎月NHKならではのグッズなどが掲載され抽選でプレゼントが当たるなどのサービスを行っていた。
- マイテレビ登録：LANケーブルとルーターでインターネットと接続したテレビを使って、会員限定の連動データ放送における双方向サービス（NHKデータオンライン参照）を受けられた。また、NHK BSプレミアムの指定番組を一定時間視聴して取得できるオリジナルのポイントサービス「BSマイル」も実施していた（ただしBSマイルに関してはネットクラブに会員登録していなくても、テレビとネットが接続できれば利用可能であった）。
- ネットステラ：番組情報誌『ステラ』のネット版ともいえるサービスで、番組の先取り情報や、会員にしか読めない出演者のコメントなどの記事が掲載され、毎週金曜日に更新されていた。
- メールマガジン：番組サイトの配信するメールマガジン（番組メルマガ）や、地方局の配信するメールマガジン（ご当地メルマガ）を並べ、ネットクラブの会員であれば誰でも購読することができた。
- キッズ・コーナー：キッズ向け特典や、ダウンロードできる「ぬりえ」、子供・ファミリー向けのイベントなどの情報を掲載していた。
- 受信料の窓口：プレミアム会員が契約者本人であれば、NHK受信料に関する手続きをより簡単に行えるほか、支払い履歴、口座振替の予定、契約状態などをオンラインで参照できた。住所変更などの手続きをインターネットから行うと、ポイントが付与されるなどの特典もあった。
- BSデジタル放送メッセージ消去：プレミアム会員の場合、BSデジタル放送メッセージ消去を住所入力なしで行うことができた。

## ネットクラブ会員登録を必須としていた観覧・出演応募番組
- おかあさんといっしょ：2010年度から。ネット募集切り替えと同時に「プレミアム会員」必須化、それ以前は葉書で応募だった。
- みんなでニホンGO!：2010年度上期で終了。レギュラー化とともに「プレミアム会員」必須化
- MUSIC JAPAN：2010年12月分から「プレミアム会員」必須化に条件変更（それまでは会員登録は任意）
- ザ少年倶楽部：同上
- きらめき歌謡ライブ：2010年4月から「プレミアム会員」必須化
- Uta-Tube：東海・北陸、2011年6月から「プレミアム会員」必須化
- きん☆すた：九州・沖縄、2011年8月分から「プレミアム会員」必須化
- 連続クイズ ホールドオン!：（2012年4月放送開始）レギュラー化に向けたエントリー開始とともに「プレミアム会員」必須化
- BSコンシェルジュ：2012年度放送分から「プレミアム会員」必須化（地方収録時を除く）
- ワンセグ☆ふぁんみ：2012年度開始時から「プレミアム会員」必須化
- J-POP青春の'80：2012年度放送分から「プレミアム会員」必須化
- おとうさんといっしょ：2013年度から。番組開始と同時に「プレミアム会員」必須化

## ネットクラブ会員登録を必須としているサービスを展開していた主な番組サイト
また、各番組サイトのサービスがネットクラブとの連携により拡充されつつあった。2011年11月時点で以下のような番組サイトやコーナーでネットクラブの会員向け専用ページやサービスを展開しており、対応ページが着々と増えてきていた。
- BSオンライン（旧BSファンクラブ）
- Rの法則
- あさイチ
- あほやねん!すきやねん!（2016年で終了。近畿地方で放送されていた　※ネットクラブプレミアム会員だけでなく、番組限定ファンクラブの入会も必須であった）
- 解説の広場
- サキどり↑
- Shibuya Deep A（2013年で終了）
- ためしてガッテン（ダイエットクラブ）

※レコーディングダイエット用の体重記録と、グラフ表示機能が会員向けに無償で提供されていた。
- 着信御礼!ケータイ大喜利（スマートフォンからの投稿の際に会員登録が必須であった）
- テストの花道
- となりの子育て
- ニュースウオッチ9（アンケート参加及び春ちゃん壁紙ダウンロードサービスがあった）
- ニュースで英会話
- リトル・チャロ2

## その他
- 法令に基づく番組モニターの募集についても、2012年度分の募集から「ネットクラブプレミアム会員であること」を必須条件にして、インターネットからの募集のみとした。